# Adolf von Berg (Kreuzfahrer)
Adolf von Berg (* zwischen 1120 und 1127; † Juli/August 1148 bei Damaskus) war ein deutscher Adliger und Kreuzfahrer.
Er ist der älteste Sohn des Grafen Adolf II. von Berg aus dessen erster Ehe mit Adelheid von Arnsberg (oder von Cappenberg).
Im Heer König Konrads III. begleitete er 1147 seinen Vater auf dem Zweiten Kreuzzug. Laut dem Bericht des Chronisten Jean des Preis fiel er beim Rückzug des Kreuzzugsheeres von der erfolglosen Belagerung von Damaskus, das heißt kurz nach dem 28. Juli 1148.
Er hatte keine Kinder. Das Erbe seines Vaters traten seine Halbbrüder aus dessen zweiten Ehe an.